# Irische Cricket-Nationalmannschaft in Simbabwe in der Saison 2024/25
Die Tour der irischen Cricket-Nationalmannschaft nach Simbabwe in der Saison 2024/25 fand vom 6. bis zum 25. Februar 2025 statt. Die internationale Cricket-Tour war Bestandteil der Internationalen Cricket-Saison 2024/25 und umfasste einen Test, drei ODIs und drei Twenty20s. Irland gewann die Test-Serie mit 1−0, während Simbabwe die ODI-Serie mit 2−1 sowie die T20-Serie mit 1−0 gewann.

## Vorgeschichte
Simbabwe spielte zuvor eine Tour gegen Afghanistan, Irland eine ebensolche gegen Südafrika. Das letzte Aufeinandertreffen der beiden Mannschaften bei einer Tour fand in der Saison 2024 in Irland statt.

## Stadien
Die folgenden Stadien wurden für die Tour als Austragungsort vorgesehen und am 3. Januar 2025 bekanntgegeben.
| Stadion            | Stadt    | Kapazität | Spiele                   |
| ------------------ | -------- | --------- | ------------------------ |
| Queens Sports Club | Bulawayo | 9.000     | 1. Test                  |
| Harare Sports Club | Harare   | 10.000    | 1. – 3. ODI; 1. – 3. T20 |

## Kaderlisten
Irland benannte seine Kader am 3. Januar 2025.
Simbabwe benannte seine Kader am 24. Januar 2025.
| Test | Test | ODI | ODI | Twenty20 | Twenty20 |
| Simbabwe | Irland | Simbabwe | Irland | Simbabwe | Irland |
| --- | --- | --- | --- | --- | --- |
| - Craig Ervine (K) - Brian Bennett - Johnathan Campbell - Ben Curran - Joylord Gumbie (wk) - Trevor Gwandu - Takudzwanashe Kaitano - Vincent Masekesa - Nyasha Mayavo (wk) - Blessing Muzarabani - Richard Ngarava - Newman Nyamhuri - Victor Nyauchi - Nick Welch - Sean Williams | - Andrew Balbirnie (K) - Mark Adair - Curtis Campher - Gavin Hoey - Graham Hume - Matthew Humphreys - Andy McBrine - Barry McCarthy - PJ Moor (wk) - Paul Stirling - Harry Tector - Morgan Topping - Lorcan Tucker (wk) - Craig Young | - Craig Ervine (K) - Brian Bennett - Johnathan Campbell - Ben Curran - Trevor Gwandu - Wessly Madhevere - Tinotenda Maposa - Tadiwanashe Marumani - Wellington Masakadza - Nyasha Mayavo (wk) - Blessing Muzarabani - Richard Ngarava - Newman Nyamhuri - Sikandar Raza - Sean Williams | - Paul Stirling (K) - Mark Adair - Andrew Balbirnie - Curtis Campher - George Dockrell - Gavin Hoey - Graham Hume - Matthew Humphreys - Josh Little - Andy McBrine - Barry McCarthy - Jordan Neill - Harry Tector - Morgan Topping - Lorcan Tucker (wk) - Craig Young | - Sikandar Raza (K) - Brian Bennett - Ryan Burl - Johnathan Campbell - Trevor Gwandu - Wessly Madhevere - Tinotenda Maposa - Tadiwanashe Marumani - Wellington Masakadza - Nyasha Mayavo (wk) - Tony Munyonga - Tashinga Musekiwa - Blessing Muzarabani - Dion Myers - Richard Ngarava - Newman Nyamhuri | - Paul Stirling (K) - Mark Adair - Ross Adair - Curtis Campher - Gareth Delany - George Dockrell - Fionn Hand - Graham Hume - Matthew Humphreys - Josh Little - Barry McCarthy - Neil Rock (wk) - Harry Tector - Lorcan Tucker (wk) - Ben White |

## Only Tests in Bulawayo
| 6. – 10. Februar Scorecard | Bulawayo | Irland 260 (56.4) & 298 (93.3) | – | Simbabwe 267 (86.1) & 228 (86.3) |
|                            |          | Irland gewinnt mit 63 Runs     |   |                                  |

Irland gewann den Münzwurf und entschied sich als Schlagmannschaft zu beginnen. Als Spieler des Spiels wurde Andy McBrine ausgezeichnet.

## One-Day Internationals

### Erstes ODI in Harare
| 14. Februar Scorecard | Harare | Simbabwe 299-5 (50)          | – | Irland 250 (46) |
|                       |        | Simbabwe gewinnt mit 49 Runs |   |                 |

Irland gewann den Münzwurf und entschied sich als Feldmannschaft zu beginnen. Als Spieler des Spiels wurde Brian Bennett ausgezeichnet.

### Zweites ODI in Harare
| 16. Februar Scorecard | Harare | Simbabwe 245 (49)            | – | Irland 249-4 (48.4) |
|                       |        | Irland gewinnt mit 6 Wickets |   |                     |

Irland gewann den Münzwurf und entschied sich als Feldmannschaft zu beginnen. Als Spieler des Spiels wurde Curtis Campher ausgezeichnet.

### Drittes ODI in Harare
| 20. Februar Scorecard | Harare | Irland 240-6 (50)              | – | Simbabwe 246-1 (39.3) |
|                       |        | Simbabwe gewinnt mit 9 Wickets |   |                       |

Simbabwe gewann den Münzwurf und entschied sich als Feldmannschaft zu beginnen. Als Spieler des Spiels wurde Ben Curran ausgezeichnet.

## Twenty20 Internationals

### Erstes Twenty20 in Harare
| 22. Februar Scorecard | Harare | Simbabwe 77-5 (9) | – | Irland |
|                       |        | No Result         |   |        |

Irland gewann den Münzwurf und entschied sich als Feldmannschaft zu beginnen. Spiel wurde auf Grund von Regenfällen abgesagt.

### Zweites Twenty20 in Harare
| 23. Februar Scorecard | Harare | Irland 137-8 (20)              | – | Simbabwe 141-7 (19.2) |
|                       |        | Simbabwe gewinnt mit 3 Wickets |   |                       |

Simbabwe gewann den Münzwurf und entschied sich als Feldmannschaft zu beginnen. Als Spieler des Spiels wurde Tony Munyonga ausgezeichnet.

### Drittes Twenty20 in Harare
| 25. Februar Scorecard | Harare | Simbabwe 142-6 (18) | – | Irland |
|                       |        | No Result           |   |        |

Irland gewann den Münzwurf und entschied sich als Feldmannschaft zu beginnen. Spiel wurde auf Grund von Regenfällen abgesagt.

## Auszeichnungen

### Player of the Series
Als Player of the Series wurden der folgende Spieler ausgezeichnet.
| Serie | Player of the Series |
| ----- | -------------------- |
| ODI   | Brian Bennett        |
| T20   | Tony Munyonga        |

### Player of the Match
Als Player of the Match wurden die folgenden Spielerinnen ausgezeichnet.
| Spiel   | Player of the Match |
| ------- | ------------------- |
| 1. Test | Andy McBrine        |
| 1. ODI  | Brian Bennett       |
| 2. ODI  | Curtis Campher      |
| 3. ODI  | Ben Curran          |
| 1. T20  | –                   |
| 2. T20  | Tony Munyonga       |
| 3. T20  | –                   |